# Illico (magazine)
Pour les articles homonymes, voir Illico.
Illico était un bimensuel gratuit (de 1988 à 2007) et un site internet (des années 1990 à 2022) destiné à la population LGBT.

## Histoire
Le magazine Illico est créé en mars 1988 par Jacky Fougeray, ancien rédacteur en chef de Gai Pied. Il est tiré jusqu'à 40 000 exemplaires et contient des articles, des enquêtes, une partie actualité, culture, rayon X, un agenda des sorties parisiennes... Il est distribué gratuitement dans tous les lieux gays parisiens. L'équilibre financier est assuré par le réseau de rencontres Minitel gay 3615 BOY, propriété de l'éditeur.
Lorsqu'en 1992, France Télécom interdit 3615 BOY, Illico évite la disparition grâce à l'essor de la publicité gay. Le déclin de celle-ci au milieu des années 2000 met à mal le nouveau modèle économique du magazine, qui se lance sur internet (www.E-llico.com) tout en maintenant sa version papier.
Le 20 avril 2007, la rédaction du magazine reçoit une lettre du ministère de l'intérieur menaçant le titre d'interdiction en raison de son contenu « pouvant choquer la jeunesse ». La rédaction, qui ne cachait alors pas son opposition à Nicolas Sarkozy, ministre de l'Intérieur en place et candidat pour l'élection présidentielle, dénonce une tentative de censure et reçoit le soutien de nombreuses associations. Le dernier numéro imprimé paraît le 15 juin 2007 (no 174).
Si Illico disparaît en 2007, sa version internet, E-llico, continue à être actualisée et envoie une infolettre quotidienne gratuite à ses abonnés jusqu'en 2022. En mai 2022, le site cesse d'être actualisé, « ses nouveaux propriétaires ayant décidé de développer uniquement les "activités marchandes dédiées à la communauté LGBT" ». Ses archives sont versées au fonds Michel Chomarat de la bibliothèque municipale de Lyon. Avec 34 ans d'activité (19 sous forme imprimée et 15 exclusivement sur internet), Illico/E-llico détient le record de longévité parmi les médias LGBT français.